# The Selfish Giant (film)
The Selfish Giant is een Britse film uit 2013 onder regie van Clio Barnard en is geïnspireerd door een gelijknamig kortverhaal van Oscar Wilde. 
De film ging in première op 16 mei op het Filmfestival van Cannes in de sectie Quinzaine des Réalisateurs waar hij de Label Europa Cinemas kreeg en had zijn Belgische avant-première op het Film Fest Gent 2013 waar hij de Grand Prix for Best Film behaalde.

## Verhaal
Twee dertienjarige jongens, Arbor en Swifty, worden van school gestuurd na een gevecht. Ze beginnen met koperdiefstallen en verkopen het koper aan de lokale schroothandelaar Kitten. Kitten is de eigenaar van een paard waarmee hij in drafraces meedoet. Hij laat Swifty toe met het paard te werken omdat deze een speciale aangeboren affectie heeft met paarden. Arbor is jaloers en steelt schroot van Kitten met de bedoeling het aan een andere schroothandelaar in Huddersfield te verkopen. Kitten komt erachter en verplicht de jongens ter compensatie voor zijn verlies, koper te stelen van een hoogspanningsmast. Deze diefstal loopt echter dramatisch af.

## Rolverdeling
| Acteur             | Personage                |
| ------------------ | ------------------------ |
| Conner Chapman     | Arbor                    |
| Shaun Thomas       | Swifty                   |
| Sean Gilder        | Kitten                   |
| Lorraine Ashbourne | Mary                     |
| Ian Burfield       | Mick Brazil              |
| Steve Evets        | Price Drop Swift         |
| Siobhan Finneran   | Mrs. Swift               |
| Ralph Ineson       | Johnny Jones             |
| Rebecca Manley     | Michelle 'Shelly' Fenton |
| Rhys McCoy         | Daniel                   |
| Elliott Tittensor  | Martin Fenton            |
| Kayle Stephens     | Chip & pin driver        |

## Prijzen en nominaties
De film behaalde 13 filmprijzen en kreeg 12 nominaties.
| jaar | prijs                                    | categorie                                 | genomineerde(n)               | uitslag  |
| ---- | ---------------------------------------- | ----------------------------------------- | ----------------------------- | -------- |
| 2014 | Palm Springs International Film Festival | Directors to Watch                        | Clio Barnard                  | Gewonnen |
| 2014 | London Critics Circle Film Awards        | British Film of the Year                  | The Selfish Giant             | Gewonnen |
| 2014 | London Critics Circle Film Awards        | Young British Performer of the Year       | Conner Chapman                | Gewonnen |
| 2014 | Film Club's The Lost Weekend             | Best Supporting Actor                     | Shaun Thomas                  | Gewonnen |
| 2013 | British Independent Film Awards          | Best Technical Achievement                | Amy Hubbard (casting)         | Gewonnen |
| 2013 | Filmfestival van Cannes                  | Label Europa Cinemas                      | Clio Barnard                  | Gewonnen |
| 2013 | Film Fest Gent                           | Grand Prix for Best Film                  | Clio Barnard                  | Gewonnen |
| 2013 | Filmfestival van Londen                  | Best British Newcomer - Jury Commendation | Conner Chapman & Shaun Thomas | Gewonnen |
| 2013 | Europees filmfestival van Sevilla        | Best Screenplay                           | Clio Barnard                  | Gewonnen |
| 2013 | Filmfestival van Stockholm               | Bronze Horse                              | Clio Barnard                  | Gewonnen |
| 2013 | Hamptons International Film Festival     | Golden Starfish Award - Narrative Feature | Clio Barnard                  | Gewonnen |
| 2013 | Hamptons International Film Festival     | Special Jury Prize                        | Connor Chapman                | Gewonnen |